# رود تنسی

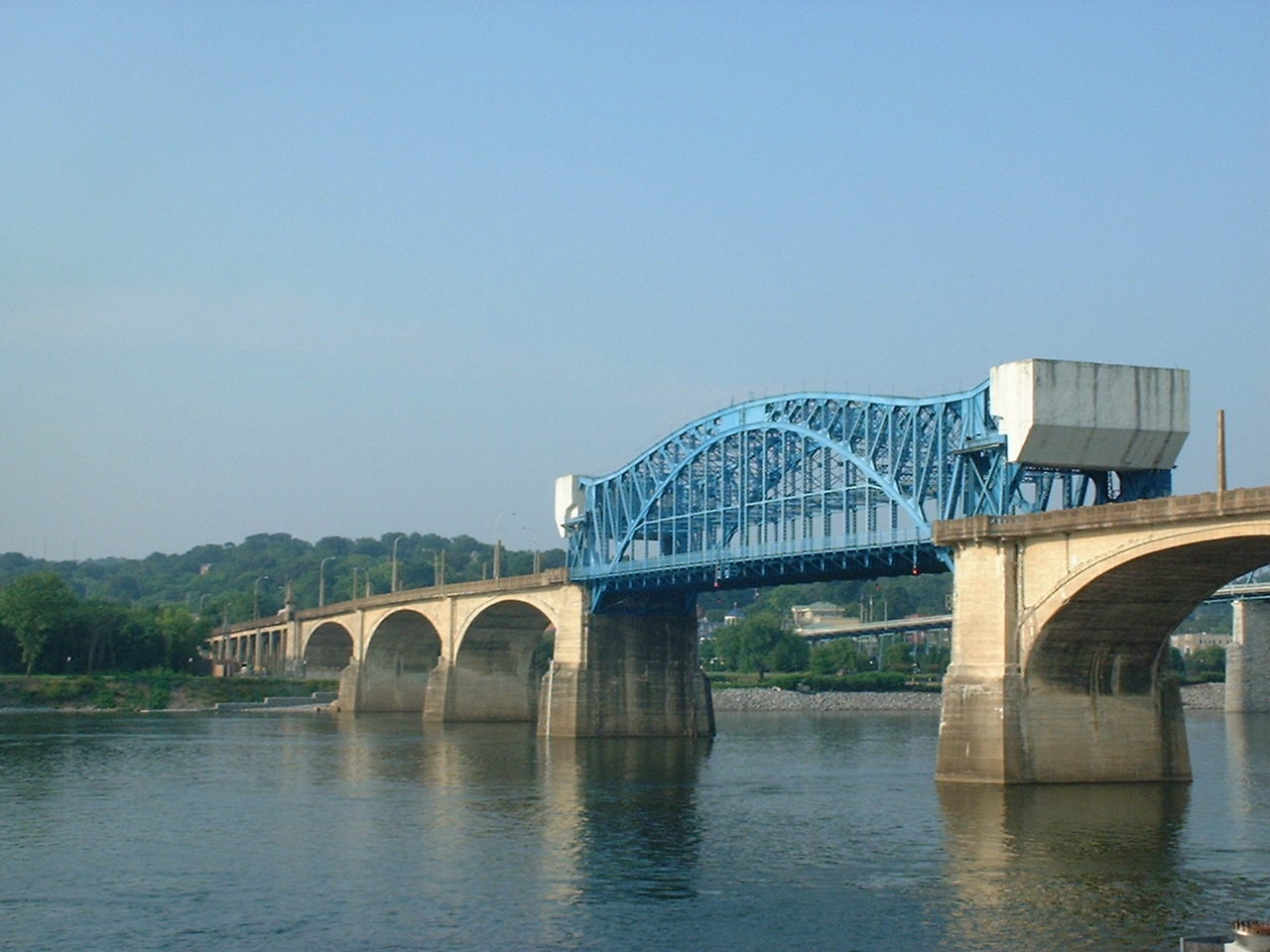
نمایی از رود تنسی

رود تنسی (به انگلیسی: Tennessee River) طولانی‌ترین آبریز رود اوهایو می‌باشد. طول تقریبی آن ۱۰۴۹ کیلومتر است و در جنوب آمریکا در دره تنسی جریان دارد. این رود خانه بنام چروکی هم نامیده می‌شود، از آنجائیکه بسیاری از مردمان چروکی مناطق بسیاری از سواحل این رودخانه را بویژه در شرق تنسی و شمال آلاباما در در اختیار داشتند. نام کنونی آن از نام روستای چروکی بنام تانسی گرفته شده‌است.